# 慢性细菌性前列腺炎
慢性细菌性前列腺炎(Chronic Bacterial Prostatitis)是前列腺炎中的其中一種类型。一般没有急性过程，起病即为慢性。
徵狀比急性细菌性前列腺炎緩和，可是抗生素治療所需時間更長。
慢性细菌性前列腺炎前列腺按出液在光学显微镜下，每高倍视野中白细胞计数超过10个。前列腺按出液含锌量明显降低，降致0-50μg/ml 。
慢性细菌性前列腺炎患者的男性下尿路细菌定位培养是阳性；會在培養中找到公认的致病菌，即：患者前列腺内分离出该致病菌抗体。分离出的致病菌以大肠杆菌佔最多數。
有效的抗菌后，男性下尿路细菌定位培养转为阴性；前列腺按出液光学显微镜检查以及前列腺按出液含锌量不正常将持续相当长一段时间。
治療方式以較高劑量的抗生素，而且服用時間需要至少4星期。
氟喹诺酮类药物因為對前列腺穿透力佳，常被用作第一線藥物來治療慢性细菌性前列腺炎。
慢性细菌性前列腺炎患者需避免进食刺激膀胱的食物，如酒精、含咖啡因的饮料、柑桔果汁和辛辣的食物。多喝水常排尿，这有助于冲刷尿道，排走细菌。

## 附加圖片

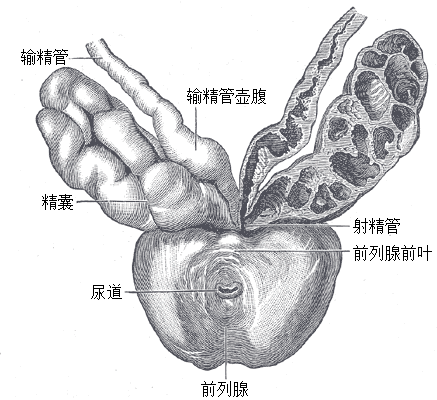
前列腺、尿道，及精囊。
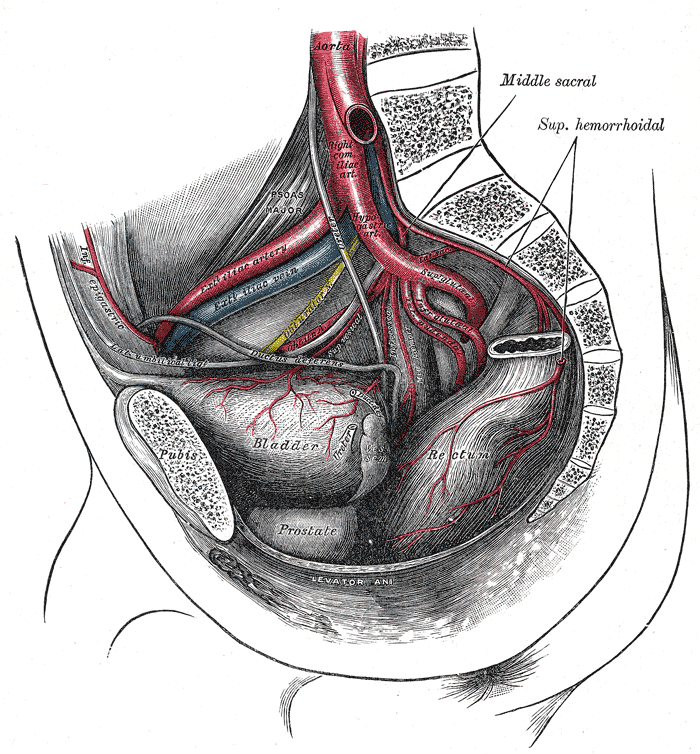
骨盆動脈。
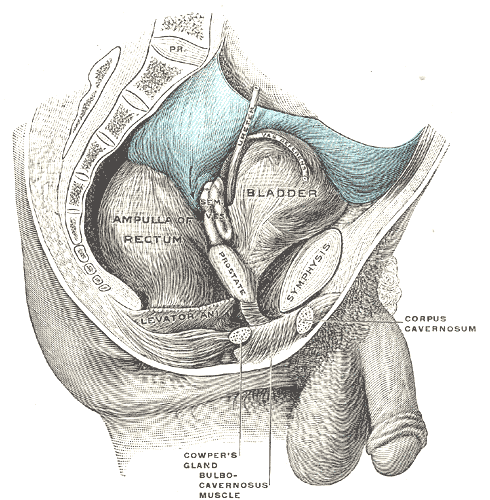
從右側所視男性盆腔器官。

## 外部連結
- NHS Choices (prostatitis)
- 中的“Prostatitis”